# Koinon

Mappa di alcune leghe politiche indipendenti nell'Antica Grecia

Il termine Koinon(in greco antico: Κοινόν?, Koinón, pl. Κοινά, Koina), che significa "comune", inteso come "pubblico", ha avuto diverse interpretazioni, alcune sociali, altre politiche. Il termine era all'incirca equivalente in senso politico alla forma neutra della locuzione latina res publica, "cosa del popolo". Tra gli usi più frequenti c'è il commonwealth, il governo di un singolo stato, come ad esempio quello ateniese.
Negli scritti storici è frequente l'uso in senso di "lega" (entità collettiva) o di "federazione" per un'associazione di diverse città-Stato in una Sympoliteia. Come governo di una federazione, il koinon comprende funzioni riguardanti la difesa, la diplomazia, l'economia e le pratiche religiose tra i suoi stati membri.

## Lista di alcune federazioni sotto il nome diKoinon
- Lega ionica (Koinon Ionon), costituita nel VII secolo a.C.
- Lega degli enauti, registrata su un'iscrizione rinvenuta in Eretria, isola di Eubea, datata al V secolo a.C.
- Lega acarnese (Koinon ton Akarnanon), esistita dal V secolo a.C. al 30 a.C., con interruzioni
- Lega calcidica (Koinon ton Chalkideon), esistita circa dal 430 al 348 a.C.
- Lega focese (Koinon ton Phokeon), esistita dal VI secolo a.C. al III secolo, con interruzioni
- Lega tessala (Koinon ton Thessalon), esistita dal 363 a.C. al III secolo, con interruzioni
- Lega dei magneti (Koinon ton Magneton), esistita dal 197 a.C. al III secolo, con interruzioni
- Lega degli eniani (Koinon ton Ainianon)
- Lega arcadica (Koinon ton Arkadon)
- Lega degli eteani (Koinon ton Oitaion)
- Lega di Eubea (Koinon ton Euboieon)
- Lega epirota (Koinon Epiroton), esistita dal 320 al 170 a.C.
- Lega degli isolani (Koinon ton Nesioton), esistita dal 314 al 220 a.C., e dal 200 al 168 a.C.
- Lega di Creta sotto l'impero romano fino al IV secolo
- Lega dei Macedoni esistita dal III secolo fino al periodo romano
- Lega di Licia, costituita nel 168 a.C.
- Lega dei Laconi liberi, una lega di città in Laconia stabilita dall'imperatore romano Augusto nel 21 a.C.
- Lega etolica (Koinon ton Aitolon), dai primi del III secolo a.C. a circa 189 a.C. quando andò sotto l'influenza romana.
- Lega achea (Koinon ton Achaion), 280 al 146 a.C., sciolta dai Romani in seguito alla Battaglia di Corinto